# Населення Макао
Населення Макао. Чисельність населення країни 2015 року становила 592,7 тис. осіб (170-те місце у світі). Згідно з даними статистичного бюро Макао, в країні мешкає 646,8 тис. осіб. Чисельність макайців стабільно збільшується, народжуваність 2015 року становила 8,88 ‰ (211-те місце у світі), смертність — 4,22 ‰ (205-те місце у світі), природний приріст — 0,8 % (138-ме місце у світі) . 

## Природний рух

### Відтворення
Народжуваність у Макао, станом на 2015 рік, дорівнює 8,88 ‰ (211-те місце у світі). Коефіцієнт потенційної народжуваності 2015 року становив 0,94 дитини на одну жінку (223-тє місце у світі).
Смертність у Макао 2015 року становила 4,22 ‰ (205-те місце у світі).
Природний приріст населення в країні 2015 року становив 0,8 % (138-ме місце у світі).

### Вікова структура

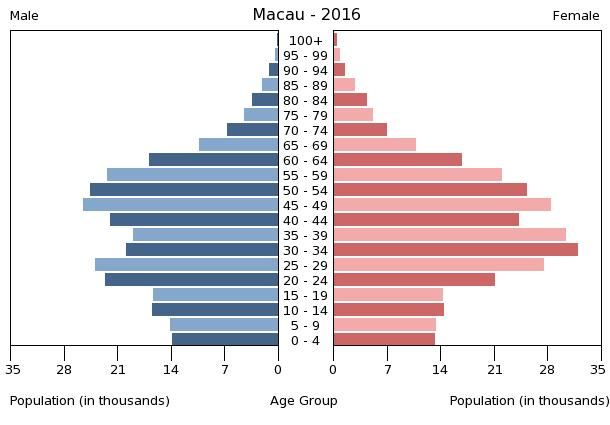
Віково-статева піраміда населення Макао, 2016 рік

Середній вік населення Макао становить 38,7 року (59-те місце у світі): для чоловіків — 39,1, для жінок — 38,5 року. Очікувана середня тривалість життя 2015 року становила 84,51 року (4-те місце у світі), для чоловіків — 81,55 року, для жінок — 87,61 року.
Вікова структура населення Макао, станом на 2015 рік, мала такий вигляд:
- діти віком до 14 років — 14,31 % (44 335 чоловіків, 40 481 жінка);
- молодь віком 15—24 роки — 13,02 % (40 337 чоловіків, 36 861 жінки);
- дорослі віком 25—54 роки — 50,67 % (133 897 чоловіків, 166 418 жінок);
- особи передпохилого віку (55—64 роки) — 12,42 % (37 118 чоловіків, 36 527 жінок);
- особи похилого віку (65 років і старіші) — 9,58 % (26 555 чоловіків, 30 201 жінка)[1].

## Розселення
Густота населення країни 2015 року становила 19652,4 особи/км² (1-ше місце у світі).

### Урбанізація
Макао надзвичайно урбанізована країна. Рівень урбанізованості становить 100 % населення країни (станом на 2015 рік), темпи зростання частки міського населення — 1,78 % (оцінка тренду за 2010—2015 роки).

### Міграції
Річний рівень імміграції 2015 року становив 3,37 ‰ (37-ме місце у світі). Цей показник не враховує різниці між законними і незаконними мігрантами, між біженцями, трудовими мігрантами та іншими.

## Расово-етнічний склад
| Етнічний склад (2011 рік) | Етнічний склад (2011 рік) | Етнічний склад (2011 рік) | Етнічний склад (2011 рік) | Етнічний склад (2011 рік) |
| ------------------------- | ------------------------- | ------------------------- | ------------------------- | ------------------------- |
| Етнос:                    |                           |                           | Відсоток:                 |                           |
| китайці                   | китайці                   |                           | 92.4%                     | 92.4%                     |
| португальці               | португальці               |                           | 0.6%                      | 0.6%                      |
| маканці                   | маканці                   |                           | 5.9%                      | 5.9%                      |
| мішаного походження       | мішаного походження       |                           | 1.1%                      | 1.1%                      |

Головні етноси країни: китайці — 92,4 %, португальці — 0,6 %, маканці (китайсько-португальські метиси) — 5,9 %, іншого мішаного походження — 1,1 % населення (оціночні дані за 2011 рік).

## Мови
| Мови Макао (2012 рік) | Мови Макао (2012 рік) | Мови Макао (2012 рік) | Мови Макао (2012 рік) | Мови Макао (2012 рік) |
| --------------------- | --------------------- | --------------------- | --------------------- | --------------------- |
| Мова:                 |                       |                       | Відсоток:             |                       |
| китайська             | китайська             |                       | 91%                   | 91%                   |
| португальська         | португальська         |                       | 0.7%                  | 0.7%                  |
| англійська            | англійська            |                       | 2.3%                  | 2.3%                  |
| тагальська            | тагальська            |                       | 1.7%                  | 1.7%                  |
| інші                  | інші                  |                       | 1.3%                  | 1.3%                  |

Офіційні мови: китайська (кантонський діалект — розмовляє 83,3 % населення території, мандаринський — 5 %, хоккін — 3,7 %, інші діалекти — 2 %), португальська — 0,7 %. Інші поширені мови: англійська — 2,3 %, тагальська — 1,7 %, інші мови — 1,3 % (дані на 2011 рік).

## Релігії
| Релігії в Макао (1997 рік) | Релігії в Макао (1997 рік) | Релігії в Макао (1997 рік) | Релігії в Макао (1997 рік) | Релігії в Макао (1997 рік) |
| -------------------------- | -------------------------- | -------------------------- | -------------------------- | -------------------------- |
| Віросповідання:            |                            |                            | Відсоток:                  |                            |
| буддисти                   | буддисти                   |                            | 50%                        | 50%                        |
| католики                   | католики                   |                            | 15%                        | 15%                        |
| атеїсти                    | атеїсти                    |                            | 35%                        | 35%                        |

Головні релігії й вірування, які сповідує, і конфесії та церковні організації, до яких відносить себе населення країни: буддизм — 50 %, римо-католицтво — 15 %, інші, або не сповідують жодної — 35 % (оцінка 1997 року).

## Освіта
Рівень письменності 2015 року становив 96,2 % дорослого населення (віком від 15 років): 98 % — серед чоловіків, 94,6 % — серед жінок.
Державні витрати на освіту становлять 2,1 % ВВП країни, станом на 2013 рік (148-ме місце у світі).

## Охорона здоров'я
Смертність немовлят до 1 року, станом на 2015 рік, становила 3,12 ‰ (214-те місце у світі); хлопчиків — 3,27 ‰, дівчаток — 2,95 ‰.

### Захворювання
Кількість хворих на СНІД невідома, дані про відсоток інфікованого населення в репродуктивному віці 15—49 років відсутні. Дані про кількість смертей від цієї хвороби за 2014 рік відсутні.

## Соціально-економічне становище
Співвідношення осіб, що в економічному плані залежать від інших, до осіб працездатного віку (15—64 роки) загалом становить 28,2 % (станом на 2015 рік): частка дітей — 16,7 %; частка осіб похилого віку — 11,5 %, або 8,7 потенційно працездатного на 1 пенсіонера. Загалом ці показники характеризують рівень потреби державної допомоги в секторах освіти, охорони здоров'я і пенсійного забезпечення, відповідно. Дані про відсоток населення країни, що перебуває за межею бідності, відсутні. Дані про розподіл доходів домогосподарств в країні відсутні.
Станом на 2012 рік, у країні 59,74 тис. осіб не має доступу до електромереж; 91 % населення має доступ, у містах цей показник дорівнює 91 %, у сільській місцевості — 72 %. Рівень проникнення інтернет-технологій надзвичайно високий. Станом на липень 2015 року в країні налічувалось 460 тис. унікальних інтернет-користувачів (150-те місце у світі), що становило 77,6 % загальної кількості населення країни.

### Трудові ресурси
Загальні трудові ресурси 2014 року становили 394,8 тис. осіб (159-те місце у світі). Зайнятість економічно активного населення у господарстві країни розподіляється таким чином: промисловість — 2,5 %; будівництво — 9,8 %; транспорт і зв'язок — 4,4 %; торгівля — 12,4 %; ресторани й готелі — 15 %; розважальна індустрія (казино) — 25,9 %; громадський сектор — 7,1 %; фінансові установи — 2,6 %; інша сфера послуг — 20,3 % (станом на 2015 рік). Безробіття 2014 року дорівнювало 1,9 % працездатного населення, 2012 року — 1,7 % (10-те місце у світі); серед молоді у віці 15—24 років ця частка становила 5,3 %, серед юнаків — 5,9 %, серед дівчат — 4,5 % (123-тє місце у світі).

## Кримінал

### Наркотики

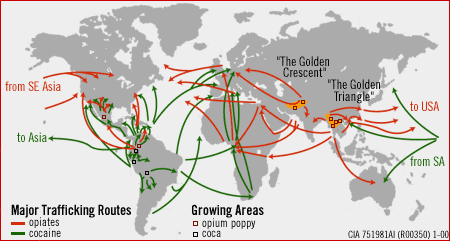
Світові маршрути наркотрафіку

Перевалочний пункт для наркотиків, що прямують до континентального Китаю; споживач опіатів і метамфетаміну.

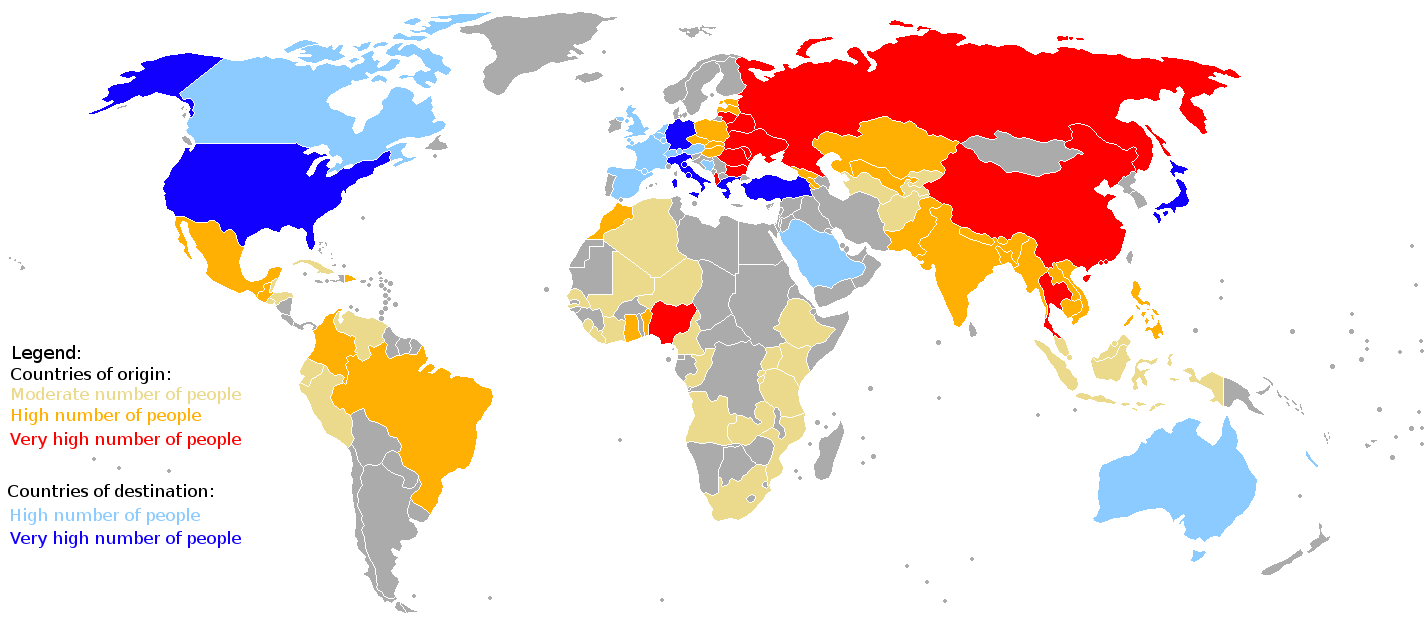
Країни-донори (червоний) і країни-реципієнти кримінальних потоків  (англ.)
Глобальна боротьба з торгівлею людьми (англ.)

## Гендерний стан
Статеве співвідношення (оцінка 2015 року):
- при народженні — 1,05 особи чоловічої статі на 1 особу жіночої;
- у віці до 14 років — 1,1 особи чоловічої статі на 1 особу жіночої;
- у віці 15—24 років — 1,09 особи чоловічої статі на 1 особу жіночої;
- у віці 25—54 років — 0,81 особи чоловічої статі на 1 особу жіночої;
- у віці 55—64 років — 1,02 особи чоловічої статі на 1 особу жіночої;
- у віці за 64 роки — 0,88 особи чоловічої статі на 1 особу жіночої;
- загалом — 0,91 особи чоловічої статі на 1 особу жіночої[1].

## Демографічні дослідження
Демографічні дослідження у країні ведуться рядом державних і наукових установ:

### Українською
- Атлас. 10-11 клас. Економічна і соціальна географія світу / упорядники :  О. Я. Скуратович, Н. І. Чанцева. — К. : ДНВП «Картографія», 2010. — ISBN 978-966-475-639-3.
- Атлас світу / голов. ред. І. С. Руденко ; зав. ред. В. В. Радченко ; відп. ред. О. В. Вакуленко. — К. : ДНВП «Картографія», 2005. — 336 с. — ISBN 9666315467.
- Безуглий В. В. Економічна і соціальна географія зарубіжних країн : Навчальний посібник. — К. : ВЦ «Академія», 2007. — 704 с. — ISBN 978-966-580-239-6.
- Безуглий В. В., Козинець С. В. Регіональна економічна і соціальна географія світу : Навчальний посібник. — видання 2-ге, доп., перероб. — К. : ВЦ «Академія», 2007. — 688 с. — ISBN 966-580-144-9.
- Головченко В. І., Кравчук О. Країнознавство: Азія, Африка, Латинська Америка, Австралія і Океанія. — К., 2006. — 335 с. — ISBN 966-8939-04-2.
- Гудзеляк І. І. Географія населення: Навчальний посібник / І. Гудзеляк. — Л. : Видавничий центр ЛНУ імені Івана Франка, 2008. — 232 с. — ISBN 978-966-613-599-8.
- Дахно І. І. Країни світу: Енциклопедичний довідник / І. І. Дахно, С. М. Тимофієв. — К. : Мапа, 2011. — 606 с. — (Бібліотека нового українця) — ISBN 978-966-8804-23-6.
- Дахно І. І. Економічна географія зарубіжних країн : навчальний посібник. — К. : Центр учбової літератури, 2014. — 319 с. — ISBN 978-611-01-0682-5.
- Джаман В. О. Регіональні системи розселення: демографічні аспекти. — Чернівці : Рута, 2003. — 392 с. — ISBN 9665685988.
- Дорошенко Л. С. Демографія: Навчальний посібник. — К. : МАУП, 2005. — 112 с. — ISBN 966-608-442-2.
- Дубович І. А. Країнознавчий словник-довідник. — 5-те вид., перероб. і доп. — К. : Знання, 2008. — 839 с. — ISBN 978-966-346-330-8.
- Економічна і соціальна географія країн світу. Навчальний посібник / За ред. Кузика С. П. — Л. : Світ, 2002. — 672 с. — ISBN 966-603-178-7.
- Загальна медична географія світу / В. О. Шевченко [та ін.] — К. : [б.в.], 1998. — 178 с.
- Ігнатьєв П. М. Країнознавство: Країни Азії. — Ч. : Книги-XXI, 2004. — 383 с. — ISBN 966-8029-53-4.
- Книш М. М., Мамчур О. І. Регіональна економічна і соціальна географія світу (Латинська Америка та Карибські країни, Африка, Азія, Океанія) : навч. посіб. — Л. : ЛНУ ім. Івана Франка, 2013. — 368 с. — ISBN 978-617-10-0007-0.
- Крисаченко В. С. Динаміка населення: Популяційні, етнічні та глобальні виміри. — К. : Видавництво Національного інституту стратегічних досліджень, 2005. — 368 с. — ISBN 966-554-083-1.
- Любіцева О. О., Мезенцев К. В., Павлов С. В. Географія релігій. — К. : АртЕК, 1999. — 504 с. — ISBN 966-505-006-0.
- Масляк П. О. Країнознавство. — К. : Знання, 2007. — 292 с. — (Вища освіта XXI століття)
- Масляк П. О., Дахно І. І. Економічна і соціальна географія світу / П. О. Масляк, І. І. Дахно ; за ред. П. О. Масляка. — К. : Вежа, 2003. — 280 с. — ISBN 966-7091-53-8.

### Російською
- (рос.) Макао (Аомынь) // Демографический энциклопедический словарь / главн. ред. Валентей Д. И. — М. : Советская энциклопедия, 1985. — 608 с.
- (рос.) Макао (Аомынь) // Страны и народы. Зарубежная Азия. Восточная и Центральная Азия / Редкол. : М. И. Сладковский (отв. ред.) и др. — М. : «Мысль», 1982. — 284 с. — (Страны и народы) — 180 тис. прим.
- (рос.) Атлас народов мира / Отв. ред. С. И. Брук и В. С. Апенченко. — М. : ГУГК ГГК СССР и Институт этнографии им. Н. Н. Миклухо-Маклая АН СССР, 1964. — 185 с. — 20 тис. прим.
- (рос.) Численность и расселение народов мира. Этнографические очерки / под ред. С. И. Брука. — М. : Издательство АН СССР, 1962. — 487 с.
- (рос.) Лаппо Г. М. География городов: Учебное пособие для географических факультетов вузов. — М. : Туманит, изд. центр ВЛАДОС, 1997. — 476 с. — ISBN 5-691-00047-0.
- (рос.) Ягельский А. География населения. — М. : Прогресс, 1980. — 383 с.